# 발렌타인 (1993년 영화)
《발렌타인》(영어: Anything for Love)은 미국에서 제작된 마이클 커시 감독의 1993년 청춘 코미디 비디오 영화이다. 코리 헤임 등이 출연하였고, 캘 슈미애처 등이 제작에 참여하였다.

## 출연진
- 코리 헤임
- 니콜 에거트
- 캐머런 밴크로프트
- 조해나 뉴마치
- 케빈 맥널티
- 웬디 밴리즌
- 로클린 먼로
- 레이철 헤이워드
- 몰리 파커
- 얼래니스 모리셋

## 기타 제작진
- 총괄 제작: 게리 호프먼, 랜스 H. 로빈스
- 협력 제작: 마이클 스트레인지
- 미술: 필 슈밋

## 같이 보기
- 여성상위시대 (1985년 영화)
- 레이디뻑 (1992년 영화)